# 新疆维吾尔自治区人民政府驻北京办事处
新疆维吾尔自治区人民政府驻北京办事处位于北京市海淀区甘家口街道三里河路7号，是新疆维吾尔自治区人民政府驻北京市的派出机构，由新疆维吾尔自治区人民政府办公厅管理，受自治区政府委托，负责办理所在地及华北、东北等地区有关事务。新疆驻北京办事处亦因其院内的餐厅而在北京市民中具有较高知名度，被市民简称为“新办”。

## 主要职能
新疆驻京办的主要职能如下：
1. 根据自治区党委、自治区人民政府的要求，做好与中央国家机关和驻地及临近省、市党政机关的政务联系，经济联系和友好往来以及对口支持的衔接等工作。
2. 收集、整理和传递重要的政务、经济信息，为自治区党委、自治区人民政府领导决策和经济社会发展提供信息服务。
3. 加强与中央机关、大型企业、外国驻华使馆、驻京商社以及首都高校、科研院所的联系，为自治区引进资金、项目、技术和人才做好服务工作。
4. 受自治区有关部门的委托，在驻地及临近省、区、市开展有关业务工作。
5. 协助自治区有关部门和地州市做好在驻地及邻近单位和人员的管理工作；协助做好在京流动党员的教育管理服务工作。
6. 负责公务接待工作，积极推进公务接待和后勤服务社会化改革。
7. 负责对办事处及所属单位的财务进行监督管理，确保国有资产保值增值。
8. 负责对地州市驻京办事处的工作的指导，协助派出地政府（行署）抓好廉政建设。

## 内设机构
- 办公室
- 信息（宣传）联络处
- 接待处
- 维稳联络处
- 财务审计处

## 北京新疆大厦
新疆驻京办院内设有北京新疆大厦，是一座由新疆维吾尔自治区人民政府投资兴建的政务接待型酒店，2011年5月30日建成，总建筑面积82694平方米，分为贵宾楼A座、写字楼B座和嘉宾楼三部分。